# Грузия на Олимпийских играх
Грузия, как независимое государство, впервые выступила на зимней Олимпиаде 1994 года в Лиллехамере и с тех пор принимала участие во всех Играх. На летних Олимпийских играх 1992 года грузинские спортсмены входили в состав Объединённой команды, а ранее, с 1952 года выступали под флагом СССР.
Грузинский национальный олимпийский комитет основан в 1989 году, а признан Международным олимпийским комитетом в 1993.
Всего, за время выступления в качестве независимой команды, спортсмены Грузии завоевали 40 олимпийские медали, из которых 10 золотых, 12 серебряных и остальные 18 бронзовые. Все медали завоёваны на летних Олимпиадах.

## Медалисты
| Медаль  | Спортсмен             | Игры         | Вид спорта       | Дисциплина                              |
| ------- | --------------------- | ------------ | ---------------- | --------------------------------------- |
| Бронза  | Сосо Липартелиани     | 1996 Атланта | Дзюдо            | мужчины                                 |
| Бронза  | Эльдар Куртанидзе     | 1996 Атланта | Борьба           | вольная борьба, мужчины, 90 кг          |
| Бронза  | Владимир Чантурия     | 2000 Сидней  | Бокс             | мужчины, 91 кг                          |
| Бронза  | Георгий Вазагашвили   | 2000 Сидней  | Дзюдо            | мужчины, до 66 кг                       |
| Бронза  | Георгий Асанидзе      | 2000 Сидней  | Тяжёлая атлетика | мужчины, 85 кг                          |
| Бронза  | Эльдар Куртанидзе     | 2000 Сидней  | Борьба           | вольная борьба, мужчины, 97 кг          |
| Бронза  | Акакий Чачуа          | 2000 Сидней  | Борьба           | греко-римская борьба, мужчины, 63 кг    |
| Бронза  | Мухран Вахтангадзе    | 2000 Сидней  | Борьба           | греко-римская борьба, мужчины, 85 кг    |
| Золото  | Зураб Звиадаури       | 2004 Афины   | Дзюдо            | мужчины, до 90 кг                       |
| Золото  | Георгий Асанидзе      | 2004 Афины   | Тяжёлая атлетика | мужчины, 85 кг                          |
| Серебро | Нестор Хергиани       | 2004 Афины   | Дзюдо            | мужчины, до 60 кг                       |
| Серебро | Рамаз Нозадзе         | 2004 Афины   | Борьба           | греко-римская борьба, мужчины, до 96 кг |
| Золото  | Манучар Квирквелия    | 2008 Пекин   | Борьба           | греко-римская борьба, мужчины, до 74 кг |
| Золото  | Ираклий Цирекидзе     | 2008 Пекин   | Дзюдо            | мужчины, до 90 кг                       |
| Золото  | Реваз Миндорашвили    | 2008 Пекин   | Борьба           | вольная борьба, мужчины, до 84 кг       |
| Бронза  | Отар Тушишвили        | 2008 Пекин   | Борьба           | вольная борьба, мужчины, до 66 кг       |
| Бронза  | Георгий Гогшелидзе    | 2008 Пекин   | Борьба           | вольная борьба, мужчины, до 96 кг       |
| Бронза  | Нино Салуквадзе       | 2008 Пекин   | Стрельба         | пневматический пистолет, женщины, 10 м  |
| Золото  | Лаша Шавдатуашвили    | 2012 Лондон  | Дзюдо            | дзюдо, мужчины, до 66 кг                |
| Серебро | Реваз Лашхи           | 2012 Лондон  | Борьба           | греко-римская борьба, мужчины, до 60 кг |
| Бронза  | Манучар Цхадая        | 2012 Лондон  | Борьба           | греко-римская борьба, мужчины, до 66 кг |
| Серебро | Владимир Хинчегашвили | 2012 Лондон  | Борьба           | вольная борьба, мужчины, до 55 кг       |
| Серебро | Давит Модзманашвили   | 2012 Лондон  | Борьба           | вольная борьба, мужчины, до 120 кг      |
| Бронза  | Давид Марсагишвили    | 2012 Лондон  | Борьба           | вольная борьба, мужчины, до 84 кг       |
| Бронза  | Георгий Гогшелидзе    | 2012 Лондон  | Борьба           | вольная борьба, мужчины, до 96 кг       |

## Таблица медалей
| Игры                | Спортсменов                                         | Золото                                              | Серебро                                             | Бронза                                              | Всего                                               | Место                                               |                                             |
| ------------------- | --------------------------------------------------- | --------------------------------------------------- | --------------------------------------------------- | --------------------------------------------------- | --------------------------------------------------- | --------------------------------------------------- | ------------------------------------------- |
| 1952—1988           | Спортсмены выступали в составе сборной СССР         | Спортсмены выступали в составе сборной СССР         | Спортсмены выступали в составе сборной СССР         | Спортсмены выступали в составе сборной СССР         | Спортсмены выступали в составе сборной СССР         | Спортсмены выступали в составе сборной СССР         | Спортсмены выступали в составе сборной СССР |
| 1992 Барселона      | Спортсмены выступали в составе Объединённой команды | Спортсмены выступали в составе Объединённой команды | Спортсмены выступали в составе Объединённой команды | Спортсмены выступали в составе Объединённой команды | Спортсмены выступали в составе Объединённой команды | Спортсмены выступали в составе Объединённой команды |                                             |
| 1996 Атланта        | 34                                                  | 0                                                   | 0                                                   | 2                                                   | 2                                                   | 68                                                  |                                             |
| 2000 Сидней         | 36                                                  | 0                                                   | 0                                                   | 6                                                   | 6                                                   | 68                                                  |                                             |
| 2004 Афины          | 32                                                  | 2                                                   | 2                                                   | 0                                                   | 4                                                   | 32                                                  |                                             |
| 2008 Пекин          | 35                                                  | 3                                                   | 2                                                   | 2                                                   | 7                                                   | 26                                                  |                                             |
| 2012 Лондон         | 35                                                  | 1                                                   | 2                                                   | 3                                                   | 6                                                   | 39                                                  |                                             |
| 2016 Рио-де-Жанейро | 40                                                  | 2                                                   | 1                                                   | 4                                                   | 7                                                   | 38                                                  |                                             |
| 2020 Токио          | 35                                                  | 2                                                   | 5                                                   | 1                                                   | 8                                                   | 33                                                  |                                             |
| 2024 Париж          | 13                                                  | 3                                                   | 3                                                   | 1                                                   | 7                                                   | 24                                                  |                                             |
| Итого               | Итого                                               | 13                                                  | 15                                                  | 19                                                  | 47                                                  |                                                     |                                             |

| Игры                | Спортсменов                                 | Золото                                      | Серебро                                     | Бронза                                      | Всего                                       | Место                                       |                                             |
| ------------------- | ------------------------------------------- | ------------------------------------------- | ------------------------------------------- | ------------------------------------------- | ------------------------------------------- | ------------------------------------------- | ------------------------------------------- |
| 1956—1988           | Спортсмены выступали в составе сборной СССР | Спортсмены выступали в составе сборной СССР | Спортсмены выступали в составе сборной СССР | Спортсмены выступали в составе сборной СССР | Спортсмены выступали в составе сборной СССР | Спортсмены выступали в составе сборной СССР | Спортсмены выступали в составе сборной СССР |
| 1992                | не принимала участие                        | не принимала участие                        | не принимала участие                        | не принимала участие                        | не принимала участие                        | не принимала участие                        |                                             |
| 1994 Лиллехаммер    | 5                                           | 0                                           | 0                                           | 0                                           | 0                                           | -                                           |                                             |
| 1998 Нагано         | 4                                           | 0                                           | 0                                           | 0                                           | 0                                           | -                                           |                                             |
| 2002 Солт-Лейк-Сити | 4                                           | 0                                           | 0                                           | 0                                           | 0                                           | -                                           |                                             |
| 2006 Турин          | 3                                           | 0                                           | 0                                           | 0                                           | 0                                           | -                                           |                                             |
| 2010 Ванкувер       | 8                                           | 0                                           | 0                                           | 0                                           | 0                                           | -                                           |                                             |
| 2014 Сочи           | 4                                           | 0                                           | 0                                           | 0                                           | 0                                           | -                                           |                                             |
| 2018 Пхёнчхан       | 4                                           | 0                                           | 0                                           | 0                                           | 0                                           | -                                           |                                             |
| 2022 Пекин          | 9                                           | 0                                           | 0                                           | 0                                           | 0                                           | -                                           |                                             |
| Итого               | Итого                                       | 0                                           | 0                                           | 0                                           | 0                                           |                                             |                                             |

### Медали по видам спорта
| Вид спорта       | Золото | Серебро | Бронза | Всего |
| ---------------- | ------ | ------- | ------ | ----- |
| Дзюдо            | 4      | 5       | 3      | 12    |
| Борьба           | 3      | 6       | 10     | 19    |
| Тяжёлая атлетика | 3      | 1       | 3      | 7     |
| Бокс             | 0      | 0       | 1      | 1     |
| Стрельба         | 0      | 0       | 1      | 1     |
| Всего            | 10     | 12      | 18     | 40    |